# Pseudoliomera speciosa
Pseudoliomera speciosa är en kräftdjursart som först beskrevs av James Dwight Dana 1852.  Pseudoliomera speciosa ingår i släktet Pseudoliomera och familjen Xanthidae. Inga underarter finns listade i Catalogue of Life.